# Villa Giulia

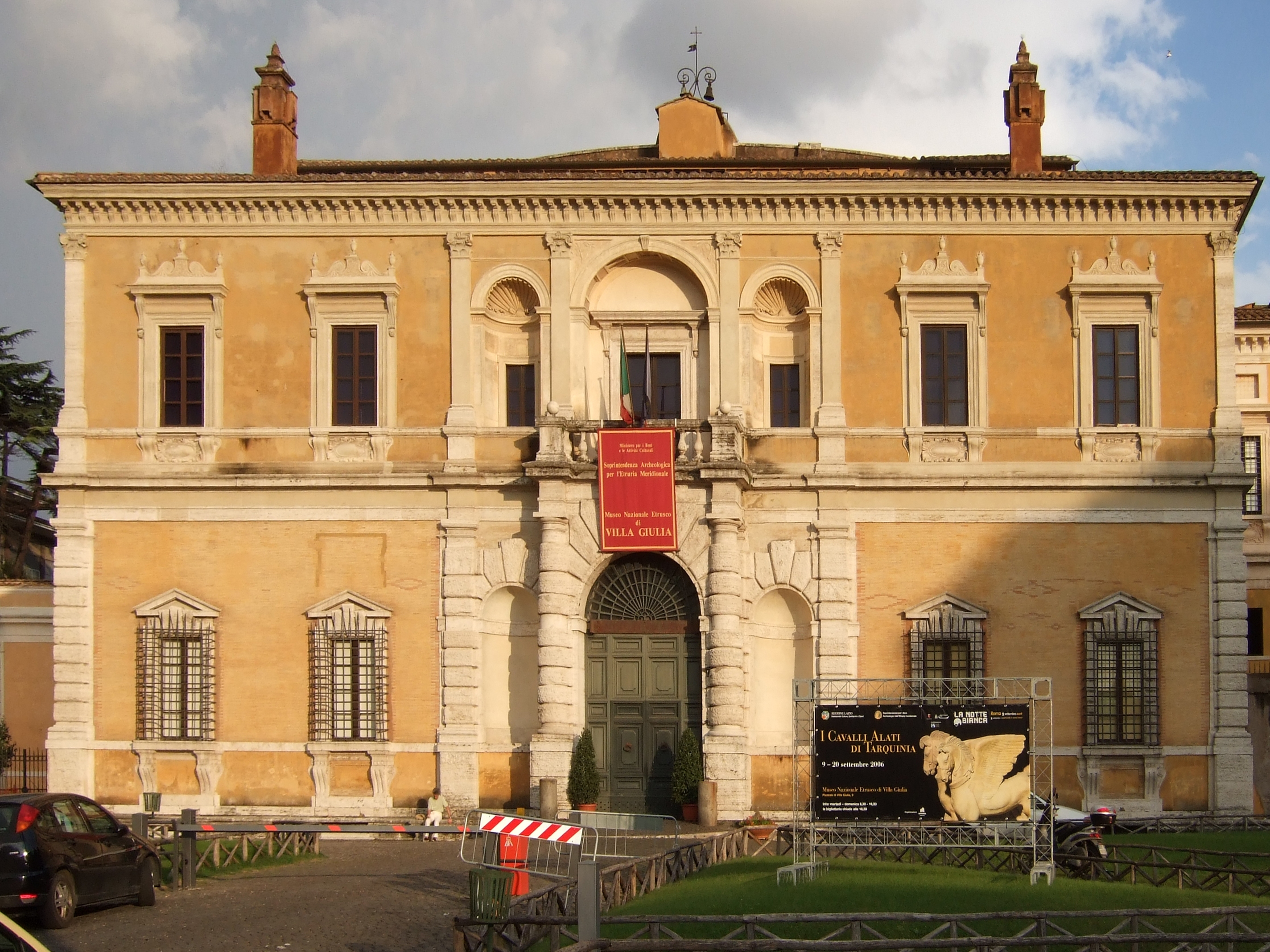
Villa Giulia

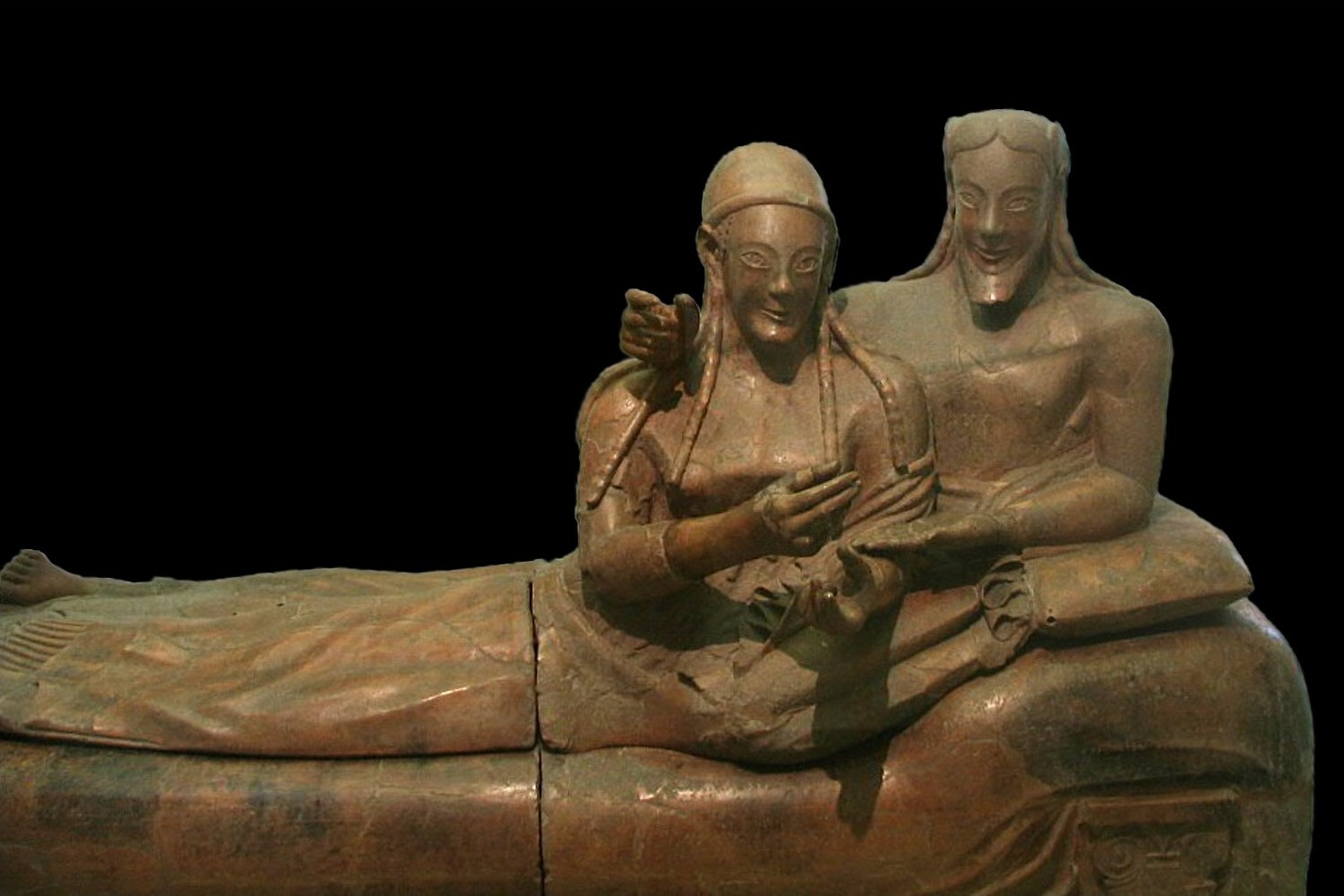
Dit beeld van een Etruskisch echtpaar is uitzonderlijk doordat in de oudheid zelden de genegenheid tussen een echtpaar getoond werd

Nationaal museum Villa Giulia (Museo Nazionale Etrusco di Villa Giulia) is een museum met Etruskische kunst in Rome.
Het is het belangrijkste museum met Etruskische kunst in Italië en bevindt zich aan de rand van het park Villa Borghese. Dit museum is gehuisvest in het zestiende-eeuwse zomerverblijf van Paus Julius III, dat in 1889 werd veranderd in een museum.
Het beroemdste kunstwerk in de collectie is de zgn. sarcofaag van de echtgenoten (rond 510 v. Chr.), beeld van een liggend aristocratisch echtpaar.
Andere stukken zijn:
- Mengvaten met Voluten (5de-4de eeuw voor Christus), Griekse keramieke vazen
- Cista Ficoroni (4de eeuw voor Christus), bronzen korf van Novios Plautios
- Apollo van Veii (rond 500 voor Christus), terracotta beeld
- Hoekornament (circa 650 voor Christus), bronzen beeld
- Deksel van een Cista (4de eeuw voor Christus)

Andere musea die zich eveneens in het park Villa Borghese bevinden zijn:
- Galleria nazionale d'arte moderna e contemporanea, een museum voor moderne en hedendaagse kunst
- Galleria Borghese een museum voor renaissancekunst